# 메데인작은귀땃쥐
메데인작은귀땃쥐(Cryptotis medellinia)는 땃쥐과에 속하는 포유류의 일종이다. 콜롬비아의 고유종으로 해발 2500에서 2800m 사이의 코르디예라 오리엔탈 산맥과 코르디예라 센트럴 산맥의 북부 지역에서 발견된다. 주요 서식지는 산지 숲과 경작지이며, 게잡이여우의 포식 대상이 된다. 속칭은 메데인 시의 이름을 따서 지어졌다.